# Chloroclystis humerata
Chloroclystis humerata är en fjärilsart som beskrevs av Walker 1862. Chloroclystis humerata ingår i släktet Chloroclystis och familjen mätare. Inga underarter finns listade i Catalogue of Life.